# Claud Allister
Claud Allister, all'anagrafe William Claud Michel Palmer (Londra, 3 ottobre 1888 – Santa Barbara, 26 luglio 1970), è stato un attore britannico.

## Filmografia

### Cinema
- The Trial of Mary Dugan, regia di Bayard Veiller (1929)
- Cercasi avventura (Bulldog Drummond), regia di F. Richard Jones e Leslie Pearce (1929)
- Charming Sinners, regia di Robert Milton (1929)
- Three Live Ghosts, regia di Thornton Freeland (1929)
- In the Next Room, regia di Edward F. Cline (1930)
- Un tocco di scarlatto (Slightly Scarlet), regia di Louis J. Gasnier,  Edwin H. Knopf (1930)
- Such Men Are Dangerous, regia di Kenneth Hawks (1930)
- Murder Will Out, regia di Clarence G. Badger (1930)
- Ladies Love Brutes, regia di Rowland V. Lee (1930)
- Czar of Broadway, regia di William James Craft (1930)
- Ragazze e giovanotti del 1890 (The Florodora Girl), regia di Harry Beaumont (1930)
- Montecarlo (Monte Carlo), regia di Ernst Lubitsch (1930)
- Mi sposo... e torno! (Reaching for the Moon), regia di Edmund Goulding (1930)
- Captain Applejack, regia di Hobart Henley (1931)
- Rough House Rhythm, regia di Harry Sweet - cortometraggio (1931)
- Meet the Wife, regia di Leslie Pearce (1931)
- I Like Your Nerve, regia di William C. McGann (1931)
- La donna di platino (Platinum Blonde), regia di Frank R. Capra (1931)
- The Sea Ghost, regia di William Nigh (1931)
- On the Loose, regia di Hal Roach - cortometraggio (1931)
- The Unexpected Father, regia di Thornton Freeland (1932)
- Two White Arms, regia di Fred Niblo (1932)
- 7° non rubare! (Diamond Cut Diamond), regia di Maurice Elvey, Fred Niblo (1932)
- Il ritorno di Raffles (The Return of Raffles), regia di Mansfield Markham (1932)
- The Midshipmaid, regia di Albert de Courville (1932)
- Private Wives, regia di Mark Sandrich - cortometraggio (1933)
- That's My Wife, regia di Leslie S. Hiscott (1933)
- Excess Baggage, regia di Redd Davis (1933)
- Sleeping Car, regia di Anatole Litvak (1933)
- Le sei mogli di Enrico VIII (The Private Life of Henry VIII), regia di Alexander Korda (1933)
- Il difensore misterioso (The Return of Bulldog Drummond), regia di Walter Summers (1934)
- La vita privata di Don Giovanni (The Private Life of Don Juan), regia di Alexander Korda (1934)
- L'angelo delle tenebre (The Dark Angel), regia di Sidney Franklin (1935)
- La figlia di Dracula (Dracula's Daughter), regia di Lambert Hillyer (1936)
- Capitan Furia (Captain Fury), regia di Hal Roach (1939)
- Per sempre e un giorno ancora (Forever and a Day), regia di Edmund Goulding, Cedric Hardwicke (1943)
- Il talismano della Cina (Hong Kong), regia di Lewis R. Foster (1952)
- Baciami Kate! (Kiss Me Kate), regia di George Sidney (1953)
- Lo scudo dei Falworth (The Black Shield of Falworth), regia di Rudolph Maté (1954)

### Televisione
- Screen Directors Playhouse – serie TV, episodio 1x01 (1955)